# Beseničar
Beseničar je priimek v Sloveniji, ki ga je po podatkih Statističnega urada Republike Slovenije na dan 1. januarja 2010 uporabljalo 18 oseb in je med vsemi priimki po pogostosti uporabe uvrščen na 13.741. mesto.

## Znani nosilci priimka
- Jure Beseničar (1946-2019), geodet
- Mojca Beseničar, modna oblikovalka
- Spomenka Kobe Beseničar (*1947), kemičarka, vodja odseka za nanostrukturne materiale na Institutu Jožef Stefan